# Internationale Beweging voor een Imaginistisch Bauhaus
De Internationale Beweging voor een Imaginistisch Bauhaus (Mouvement international pour un Bauhaus imaginiste) (International Movement for an Imaginist Bauhaus) (afgekort: IMIB of MIBI) is een avant-gardegroep van Europese kunstenaars die in 1954 opgericht werd door Asger Jorn en Enrico Baj als reactie op het constructivistisch functionalisme van Max Bill.
De beweging wou een antwoord bieden over de rol van de kunstenaar in het gemechaniseerd tijdperk. Haar idealen waren vrijheid en experiment.
De geschiedenis van IMIB is nauw verbonden met de Hochschule für Gestaltung (Hogeschool voor Vormgeving) in Ulm. Beide waren uitlopers van de Bauhaus-ideeën in Europa na de Tweede Wereldoorlog.

## Geschiedenis van de beweging

### 1953: Ontstaan
Na de ontbinding van de CoBrA-groep zat de carrière van Asger Jorn  in het slop. Een heropstart in Denemarken was mislukt. In 1953   herstelde hij van tuberculose in Villars-sur-Ollon in Zwitserland. Hier hoorde hij over de oprichting van de Hochschule für Gestaltung in Ulm, een school die zou opgericht worden in de traditie van Bauhaus onder leiding van architect Max Bill, een vroegere student van Bauhaus in Dessau.
Jorn had in zijn vroege jaren in Denemarken een foutief ideaalbeeld opgebouwd van Bauhaus. Hij beschouwde het als een veelzijdig experimenteel artistiek centrum, in tegenstelling tot de functionalistisch gerichte school die samenwerking tussen architecten, abstracte kunstenaars en ontwerpers nastreefde in het kader van massadistributie die het oorspronkelijke Bauhaus in werkelijkheid was.
Met dat foutief uitgangspunt zag hij in de Hochschule voor Gestaltung een nieuw democratisch pedagogisch en artistiek experiment voor het samensmelten van kunst en architectuur. Hij schreef Max Bill aan met een voorstel tot samenwerking, maar het werd snel duidelijk dat hun standpunten totaal uiteenlopend waren. In zijn Hochschule voorzag Bill geen enkele plaats voor zelfexpressie, maar zag hij de geometrische kunst ("Gute Form") enkel als instrument voor industriële ontwerpers en architecten.
Uit afkeer voor de plannen van Max Bill nam Asger Jorn het initiatief om een "Imaginair Bauhaus" op te richten dat aansloot bij zijn eigen ideeën over de rol van de kunstenaar in de geïndustrialiseerde wereld.
Jorn schreef in een brief aan Enrico Baj die hij kende van de Movimento Arte Nucleare: "[Een] Zwitserse architect, Max Bill, heeft zich ertoe verbonden het Bauhaus, waar Klee en Kandinsky lesgaven,  te herstructureren. Hij wil een academie oprichten zonder schilderkunst, zonder onderzoek naar de verbeelding, fantasie, tekens of symbolen. Het enige wat hij wil is technische opleiding. In naam van experimentele kunstenaars ben ik van plan een internationale beweging voor een imaginistisch Bauhaus te creëren.
Baj ging op de uitnodiging in en kon Sergio Dangelo en twee Franse kunstcritici, Michel Tapié en Charles Estienne, overtuigen om deel te nemen aan de oprichting van de nieuwe groep.

### 1954: Keramiekbijeenkomst van Albisola en de Triënnale in Milaan
Het eerste officiële evenement van de "Internationale Beweging voor een Imaginistisch Bauhaus" vond plaats in augustus 1954 in Albisola, een dorp bekend voor zijn keramiekproductie. Jorn, Baj en Dangelo organiseerden er de "Internationale Keramiekbijeenkomst" in de keramiekfabriek van de futurist Tullio Mazzotti, bekend als "Tullio d'Albisola".
Verschillende internationaal erkende kunstenaars en dichters namen deel aan de workshops: Appel, Baj, Corneille, Dangelo, Lucio Fontana, Roland Giguière, Edouard Jaguer, Jorn, Théodore Koenig, Roberto Matta en Emilio Scanavino. Dankzij de industriële ovens die Mazzotti ter beschikking stelde konden zowel kunstenaars, lokale bewoners en kinderen versierde keramiek- en kleisculpturen maken, die vervolgens werden tentoongesteld. Hiermee kon Jorn aantonen dat hij de pogingen tot pedagogische activiteit van Bauhaus en Hochschule voor Gestaltung voor kunstenaars met succes kon vervangen door experimentele activiteiten. De onderliggende conclusie over de plaats van de kunstenaar in de gemechaniseerde maatschappij was dat experimentele kunstenaars de industriële middelen moeten bemachtigen om deze aan hun eigen niet-utilitaire doeleinden te onderwerpen.
In december kon Jorn, dankzij de bemiddeling van Mazotti en Lucio Fontana, het werk van de groep MIBI tentoonstellen op de 10de Triënnale voor Industriële Kunst in Milaan, waardoor de groep meer zichtbaarheid kreeg. Max Bill gaf de openingstoespraak en stak de lof over de maatschappelijke relevantie van het industrieel ontwerp. Jorn gaf met zijn toespraak "Contre le fonctionnalisme" een scherpe repliek, met nadruk op zijn eigen visie op de kunst en het kunstonderwijs.

### 1954: Toenadering tot Lettriste International
Jorn en Baj voerden een actieve briefwisseling. In een van de brieven voegde Baj een kopie bij van "Potlach", het tijdschrift van de Internationale Lettriste dat in 1952 opgericht was door de schrijver, filmmaker en activist Guy Debord. Debord  wilde een radicalere beweging creëren, die de  in verval geraakte kunst verliet en zich volledig richtte op de (door hem bedachte) "psychogeografie" (het effect van de omgeving  op de geest, de emoties en het gedrag volgens de "theorie van het dwalen" van Debord) waarin de grenzen tussen de kunst en het leven volledig werden opgelost.
Jorn nam onmiddellijk contact op met de Internationale Lettriste. Er ontstond een correspondentie met Guy Debord en zijn echtgenote Michèle Bernstein met het oog op een toenadering in de toekomst.

### 1955: Experimenteel Laboratorium van het IMIB
In de daaropvolgende zomer van 1955 namen de kunstenaars Giuseppe Pinot-Gallizio uit Alba en Piero Simondo deel aan een tentoonstelling in Abisola, waar ze Jorn ontmoetten.
Gallizio was een apotheker uit Alba, die kort daarvoor experimentele schilderijen was gaan maken op basis van zijn kennis van de scheikunde. Simondo uit Turijn deelde zijn passie voor deze avantgarde-experimenten.
In september '55 bezocht Jorn Gallizio's studio in een oud klooster in Alba en richtten ze het "Experimenteel Laboratorium van het IMIB" op, met als doel de "bevrijding van het experiment".
Piero Simondo coördineerde de uitgave in juli 1956 van een eenmalig uitgegeven bulletin "Eristica" waarin Guy Debord optrad als hoofdredacteur.

### 1956: Eerste Wereldcongres van Vrije Kunstenaars
Van 2 tot 8 september 1956, ter gelegenheid van de tweede editie van de keramiekbijeenkomsten, dit keer in Alba, organiseerden ze het "Eerste Wereldcongres van Vrije Kunstenaars" in het stadhuis van Alba. Gil J. Wolman vertegenwoordigde Lettrist International, terwijl Enrico Baj uitgesloten werd van deelname.
Aan dit congres nam ook de Nederlandse kunstenaar Constant Nieuwenhuijs deel. Hij zou enkele maanden in Alba zou blijven en daar in december in contact kwam met Guy Debord. Deze periode was een belangrijke mijlpaal in zijn carrière.

### 1957: Integratie in de Situationistische Internationale
Op 28 juli 1957 in Cosio di Arrosci, de woonplaats van Piero Simondo, 28 juli 1957 brachten Debord, zijn echtgenote Michèle Bernstein en Walter Olmo enerzijds en Asger Jorn anderzijds de International Movement for an Imaginist Bauhaus en de Internationale Lettristen bij elkaar in een nieuwe beweging deInternationale Situationisten. Bij deze fusie was ook een vijfde partij betrokken: het London Psychogeographical Committee, een fictieve organisatie, bedacht op een tentoonstelling in Galerie Taptoe in Brussel in februari 1957, die enkel Ralph Rumney vertegenwoordigde.
Constant Nieuwenhuijs zou pas in 1958 aansluiten.
Ze weigerden hun beweging als kunstbeweging te zien, hoewel ze bij stichting een overwegend artistieke focus had. De nadruk werd gelegd op concepten als alternatieve stedenbouw, op basis van de door Debord ontwikkelde "psychogeografie".
Geleidelijk verschoof de focus echter meer naar revolutionaire en politieke theorie. Ze streefden ernaar om een toestand van voortdurende maatschappelijke revolutie te bewerkstelligen.